# Богородский сельсовет (Сергачский район)
Богородский сельсове́т — муниципальное образование (сельское поселение) в Сергачском районе Нижегородской области России с административным центром в селе Богородском.

## История
Статус и границы сельского поселения установлены Законом Нижегородской области от 15 июня 2004 года № 60-З «О наделении муниципальных образований - городов, рабочих посёлков и сельсоветов Нижегородской области статусом городского, сельского поселения».
Законом Нижегородской области от 28 августа 2009 года № 132-З сельские поселения Андинский сельсовет и Богородский сельсовет объединены в сельское поселение Богородский сельсовет.

## Население
| 2002 | 2010 | 2012 | 2013 | 2014 | 2015 | 2016 |
| ---- | ---- | ---- | ---- | ---- | ---- | ---- |
| 1384 | ↘902 | ↘869 | ↘844 | ↘810 | ↘785 | ↘765 |
| 2017 | 2018 | 2019 | 2020 | 2021 |      |      |
| ↘743 | ↘725 | ↘704 | ↘698 | ↗822 |      |      |

## Состав сельского поселения
| № | Населённый пункт | Тип населённого пункта       | Население |
| - | ---------------- | ---------------------------- | --------- |
| 1 | Анда             | село                         | ↘212      |
| 2 | Березня          | село                         | ↘49       |
| 3 | Богородское      | село, административный центр | ↘344      |
| 4 | Кузьминка        | село                         | ↘297      |